# Stephen Leaney
Stephen Leaney (Busselton, 10 maart 1969) is een Australische golfprofessional en winnaar van onder andere het KLM Open in 1998 en 2000. 

## Amateur
Als amateur heeft hij wat toernooien gewonnen, maar de belangrijkste overwinning is het Open in West-Australië. 

#### Gewonnen
- 1991: Western Australian Open
- 1992: Malaysian Amateur, Lake Macquarie Amateur

## Professional
In 1992 werd Leaney professional, maar hij had een moeilijke start. In 1993 moesten twee ribben worden verwijderd, waarna hij 18 maanden moest revalideren.
In 1997 speelde Leaney op de Challenge Tour (CT) waar hij driemaal een tweede plaats veroverde. Sinds 1998 speelt hij op de Europese Tour (ET).
In 1998 beleefde Leaney meteen een topjaar door het Open in Marokko te winnen met zes slagen voorsprong, een record als rookie-winnaar. Later dat jaar won hij ook het Open op de Hilversumsche Golf Club. Hij droeg deze overwinning op aan Stuart Appleby, wiens vrouw die week in een verkeersongeval omkomt. Eind 1998 ging hij naar de Amerikaanse Tourschool maar miste zijn kaart met één slag.
Op de Noordwijkse Golfclub won hij in 2000 opnieuw het TNT Open, nu met slechts één bogey in vier rondes. Na dit gewonnen toernooi trad hij in het huwelijk met Tracey. Hierna probeerde hij wederom een kaart te halen voor de Amerikaanse Tour {US), en weer mist hij met één slag. 
Zijn tweede topjaar beleefde Leaney in 2002, hij won de Linde German Masters op Gut Lärchenhof en kreeg daarmee 5 jaar spelersrecht op de Europese Tour. In 2003 werd hij tweede op het US Open achter Jim Furyk, en sinds 2004 is hij vaste speler op de Amerikaanse Tour. Successen laten echter nog op zich wachten.
In 2008 kreeg hij last van vertigo maar hij kan golf blijven spelen. Leany woont tegenwoordig in Perth en Camberley met zijn vrouw Tracey en hun zoon Sebastian (2003). 

#### Gewonnen
- 1994: Western Australian Open
- 1995: Victorian Open
- 1997: Victorian Open, Western Australian Open, Western Australian PGA Championship
- 1998: ANZ Players Championship
- 1998: Moroccan Open (ET), TNT Dutch Open (ET)
- 2002: Linde German Masters (ET)

#### Teams
- Alfred Dunhill Cup (namens Australië): 1999, 2000
- World Cup (namens Australië): 2004
- Presidents Cup (Internationaal Team): 2003